# IronRuby
IronRuby est une implémentation de l'interpréteur du langage de programmation Ruby visant le .NET Framework de Microsoft. C'est une surcouche au DLR, une bibliothèque se superposant au CLR 2.0 qui fournit, entre autres, un typage dynamique et la délégation dynamique des méthodes pour les langages dynamiques.

## Histoire
Le 30 avril 2007, à la conférence MIX 2007, Microsoft dévoila IronRuby, qui utilise le même nom que le projet de Wilco Bauwer, avec l'accord de ce dernier. Sa sortie publique était annoncée pour l'OSCON 2007.
Le 23 juillet 2007, comme prévu, John Lam et la DLR Design Team présentèrent la version pré-Alpha du compilateur IronRuby à l'OSCON. Il annonça également une intégration rapide de IronRuby au sein de la communauté open source.
Le 31 août 2007, John Lam et la DLR Design Team publièrent le code (au stade de version pre-alpha) sur RubyForge. Le code source a été mis à jour régulièrement par l'équipe de Microsoft. L'équipe n'accepte pas les contributions de la part de la communauté concernant le noyau de la bibliothèque DLR, du moins pour le moment.
Le 24 juillet 2008, la IronRuby team publia la première version alpha exécutable, dévoilée pour l'OSCON 2008. Le 19 novembre 2008, une seconde version alpha vit le jour.
L'équipe de développement travailla activement sur le support de Rails par IronRuby,. Quelques tests fonctionnels de Rails donnent des résultats, mais il y a encore beaucoup de travail à faire avant de pouvoir utiliser Rails dans un environnement de production.
Le 21 mai 2009, ils publièrent la version 0.5 lors de la RailsConf 2009. Cette version de IronRuby peut exécuter des applications Rails, mais pas encore dans un environnement de production.
L'annonce de la version 1.0 est attendue pour l'OSCON 2009. La version 0.9 a été publiée le 1er août 2009.

## Prise en charge par Mono
Normalement, IronRuby s'exécute aussi bien sur Mono que sur le CLR de Microsoft, mais comme l'équipe de développement ne l'a testé qu'avec le CLR s'exécutant sur Windows, il pourrait ne pas être supporté par Mono suivant l'architecture,,.

## Interopérabilité vis-à-vis de .NET
L'interopérabilité entre les classes d'IronRuby et les classes habituelles du .NET Framework est plutôt limitée pour le moment car de nombreuses classes de Ruby ne sont pas des classes de .NET. Cependant, un meilleur support des langages dynamiques dans .NET 4.0 pourrait accroître l'interopérabilité à l’avenir.

## Exemple
```
require
 
'mscorlib'

require
 
'System.Windows.Forms, Version=2.0.0.0, Culture=neutral, PublicKeyToken=b77a5c561934e089'

require
 
'System.Drawing, Version=2.0.0.0, Culture=neutral, PublicKeyToken=b03f5f7f11d50a3a'

Application
 
=
 
System
::
Windows
::
Forms
::
Application

Form
 
=
 
System
::
Windows
::
Forms
::
Form

MessageBox
 
=
 
System
::
Windows
::
Forms
::
MessageBox

Button
 
=
 
System
::
Windows
::
Forms
::
Button

Point
 
=
 
System
::
Drawing
::
Point

class
 
MyForm
 
<
 
Form

  
def
 
initialize

    
self
.
text
 
=
 
"My .NET Form from Ruby"

    
@button
 
=
 
Button
.
new

    
@button
.
location
 
=
 
Point
.
new
 
150
,
 
150

    
@button
.
text
 
=
 
"Click Me!"

    
my_click_handler
 
=
 
Proc
.
new
 
{
|
sender
,
 
e
|
 
MessageBox
.
show
 
'Hello from Ruby!'
}

    
@button
.
click
(
&
my_click_handler
)

    
self
.
controls
.
add
 
@button

  
end

end

my_form
 
=
 
MyForm
.
new

Application
.
run
 
my_form

```

## Licence
IronRuby est disponible sous la Microsoft Public License, certifiée par l'Open Source Initiative.

## Liens
- (en) Site officiel
- (en) IronRuby sur CodePlex
- (en) Code Source d'IronRuby
- (en) Article du blog de S. Somasegar annonçant Iron Ruby
- (en) « Etat de l'art d'Iron Ruby »(Archive.org • Wikiwix • Archive.is • Google • Que faire ?) par John Lam à la RubyConf 2007
- (en) IronRuby: Le bon langage pour la bonne tâche by John Lam à la conférence PDC2008